# Stoke St Michael
Stoke St Michael is een civil parish in het bestuurlijke gebied Mendip, in het Engelse graafschap Somerset met 926 inwoners.